# Dinorah López Soler
Dinorah López Soler (Montevideo, 20 de noviembre de 1969) es una escritora, locutora y profesora uruguaya. 

## Biografía
Se formó en el Instituto de Profesores Artigas. Más tarde sería docente de Lenguaje y Comunicación en el Instituto de Profesores Artigas y de Estilística y Análisis de Textos en Formación Docente. También conduce el programa de radio Había una vez, sobre literatura infantil y juvenil.

Dinorah López Soler fue galardonada con el Premio Hormiguita Viajera en 2023, por su gran compromiso con la comunidad y la comunicación. También con la medalla Premio Legión del Libro otorgado por la Cámara Uruguaya del Libro.

## Radio
- 1997-2020, Había una vez.[7]
- 2021-presente, Había una y otra vez en La Otra Radio
- 2021-presente, Había una y otra vez en Radio Box

## Libros
- 2003, Literatura infantil y juvenil publicada en Uruguay entre 1990 y 2002.
- 2007, Literatura infantil y juvenil.
- 2022, Diccionario de autores de Literatura infantil y juvenil uruguaya (1990-2022)